# Aethiessa floralis
Aethiessa floralis es una especie de coleóptero o escarabajo de la familia Scarabaeidae.
Mide entre 10–25 mm. El color básico es marrón negruzco brillante, con marcas blancas muy variables. Los adultos son activos entre mayo y septiembre, se alimentan de cardos (Silybum sp.) y también de Echium italicum.
Habita en el Paleártico: Europa mediterránea, el sudoeste de Oriente Próximo y el norte de África.